# Cử tạ tại Đại hội Thể thao Đông Nam Á 2023
Cử tạ là một trong những môn thể thao tranh tài tại Đại hội Thể thao Đông Nam Á 2023 ở Campuchia, được tổ chức từ ngày 13 đến ngày 16 tháng 5 năm 2023 tại Nhà thi đấu trung tâm, Khu liên hợp Olympic.

## Nội dung thi đấu
Môn Cử tạ tại Sea Games 32 sẽ bao gồm 14 sự kiện bao gồm: 7 Nam, và 7 Nữ
- Nữ: 45 kg, 49 kg, 55 kg, 59 kg, 64 kg, 71 kg, +71 kg
- Nam: 55 kg, 61 kg, 67 kg, 73 kg, 81 kg, 89 kg, +89 kg

## Chương trình thi đấu
| Ngày  | Giờ             | Giới tính | Sự kiện |
| ----- | --------------- | --------- | ------- |
| 13/05 | 10:00 - 12:00   | Nữ        | 45 kg   |
| 13/05 | Trao Huy Chương |           |         |
| 13/05 | 12:00 - 14:00   | Nam       | 55 kg   |
| 13/05 | Trao Huy Chương |           |         |
| 13/05 | 14:00 - 16:00   | Nữ        | 49 kg   |
| 13/05 | Trao Huy Chương |           |         |
| 13/05 | 16:00 - 18:00   | Nam       | 61 kg   |
| 13/05 | Trao Huy Chương |           |         |
| 14/05 | 10:00 - 12:00   | Nữ        | 55 kg   |
| 14/05 | Trao Huy Chương |           |         |
| 14/05 | 12:00 - 14:00   | Nam       | 67 kg   |
| 14/05 | Trao Huy Chương |           |         |
| 14/05 | 14:00 - 16:00   | Nữ        | 59 kg   |
| 14/05 | Trao Huy Chương |           |         |
| 14/05 | 16:00 - 18:00   | Nam       | 73 kg   |
| 14/05 | Trao Huy Chương |           |         |

| Ngày  | Giờ             | Giới tính | Sự kiện |
| ----- | --------------- | --------- | ------- |
| 15/05 | 10:00 - 12:00   | Nữ        | 64 kg   |
| 15/05 | Trao Huy Chương |           |         |
| 15/05 | 12:00 - 14:00   | Nam       | 81 kg   |
| 15/05 | Trao Huy Chương |           |         |
| 15/05 | 14:00 - 16:00   | Nữ        | 71 kg   |
| 15/05 | Trao Huy Chương |           |         |
| 16/05 | 10:00 - 12:00   | Nam       | 89 kg   |
| 16/05 | Trao Huy Chương |           |         |
| 16/05 | 12:00 - 14:00   | Nữ        | +71 kg  |
| 16/05 | Trao Huy Chương |           |         |
| 16/05 | 14:00 - 16:00   | Nam       | +89 kg  |
| 16/05 | Trao Huy Chương |           |         |

## Bảng tổng sắp huy chương
| Hạng               | Đoàn               | Vàng | Bạc | Đồng | Tổng số |
| ------------------ | ------------------ | ---- | --- | ---- | ------- |
| 1                  | Indonesia          | 5    | 2   | 4    | 11      |
| 2                  | Việt Nam           | 4    | 1   | 3    | 8       |
| 3                  | Thái Lan           | 2    | 7   | 1    | 10      |
| 4                  | Philippines        | 2    | 4   | 1    | 7       |
| 5                  | Myanmar            | 1    | 0   | 2    | 3       |
| 6                  | Campuchia          | 0    | 0   | 1    | 1       |
| 6                  | Malaysia           | 0    | 0   | 1    | 1       |
| 6                  | Lào                | 0    | 0   | 1    | 1       |
| Tổng số (8 đơn vị) | Tổng số (8 đơn vị) | 14   | 14  | 14   | 42      |

## Danh sách huy chương

### Nam
| GR | Kỷ lục SEA Games | NR | Kỷ lục quốc gia |

| Nội dung   | Vàng                              | Vàng   | Bạc                             | Bạc    | Đồng                          | Đồng |
| ---------- | --------------------------------- | ------ | ------------------------------- | ------ | ----------------------------- | ---- |
| 55 kg      | Lại Gia Thành · Việt Nam          | 261    | Thada Somboon-uan · Thái Lan    | 248    | Muhammad Husni · Indonesia    | 233  |
| 61 kg      | Eko Yuli Irawan · Indonesia       | 303    | John Ceniza · Philippines       | 297 NR | Teerapat Chomchuen · Thái Lan | 296  |
| 67 kg      | Trần Minh Trí · Việt Nam          | 306    | Witsanu Chantri · Thái Lan      | 305    | Mohammad Yasin · Indonesia    | 304  |
| 73 kg      | Rizki Juniansyah · Indonesia      | 347 GR | Anucha Doungsri · Thái Lan      | 315    | Bùi Kỹ Sư · Việt Nam          | 311  |
| 81 kg      | Rahmat Erwin Abdullah · Indonesia | 359 GR | Chatuphum Chinnawong · Thái Lan | 325    | Thi Ha Aung · Myanmar         | 290  |
| 89 kg      | Nguyễn Quốc Toàn · Việt Nam       | 345 GR | Muhammad Zul Ilmi · Indonesia   | 328    | John Tabique · Philippines    | 310  |
| Trên 89 kg | Trần Đình Thắng · Việt Nam        | 359 GR | Rungsuriya Panya · Thái Lan     | 358    | Yan Myo Kyaw · Myanmar        | 300  |

### Nữ
| Nội dung   | Vàng                                 | Vàng   | Bạc                              | Bạc | Đồng                                 | Đồng |
| ---------- | ------------------------------------ | ------ | -------------------------------- | --- | ------------------------------------ | ---- |
| 45 kg      | Zin May Oo · Myanmar                 | 164    | Angeline Colonia · Philippines   | 148 | Bouakham Phongsakone · Lào           | 122  |
| 49 kg      | Sanikun Tanasan · Thái Lan           | 191    | Lovely Vidal Inan · Philippines  | 178 | Luluk Diana Tri Wijayana · Indonesia | 173  |
| 55 kg      | Juliana Klarisa · Indonesia          | 186    | Rosalinda Faustino · Philippines | 184 | Try Sopheakreach · Campuchia         | 83   |
| 59 kg      | Elreen Ando · Philippines            | 216 GR | Suratwadee Yodsarn · Thái Lan    | 206 | Hoàng Thị Duyên · Việt Nam           | 205  |
| 64 kg      | Tsabitha Alfiah Ramadani · Indonesia | 204    | Đinh Thị Thu Uyên · Việt Nam     | 194 | Nur Syazwani Radzi · Malaysia        | 184  |
| 71 kg      | Vanessa Sarno · Philippines          | 225    | Thipwara Chontavin · Thái Lan    | 208 | Restu Anggi · Indonesia              | 206  |
| Trên 71 kg | Duangaksorn Chaidee · Thái Lan       | 270    | Nurul Akmal · Indonesia          | 263 | Si Ro Pha · Việt Nam                 | 246  |